# Monica Jasminka Ivančan
Monica Jasminka Ivančan (Stuttgart, 2. srpnja 1977. godine) je njemačka manekenka i glumica hrvatskog podrijetla. Monica joj je umjetničko ime.
Monica Ivančan postala je poznata kroz RTL-ovu emisiju Bachelorette (Žena snova). Radi kao foto model i manekenka. U jesen 2006. godine dobila je ulogu "Kitty Kübler" u ARD-ovoj sapunici "Verbotene Liebe" (Zabranjena ljubav). Pored toga voditelj je reality emisije "Das Model und der Freak" na ProSieben. U privatnom životu bila je do 2009. skupa s Oliverom Pocherom. Bila je još od ranije poznata po kratkoj vezi s holivudskim glumcem Georgeom Clooneyem.

## Vanjske poveznice
- Službena stranica